# Teoría del poblamiento temprano

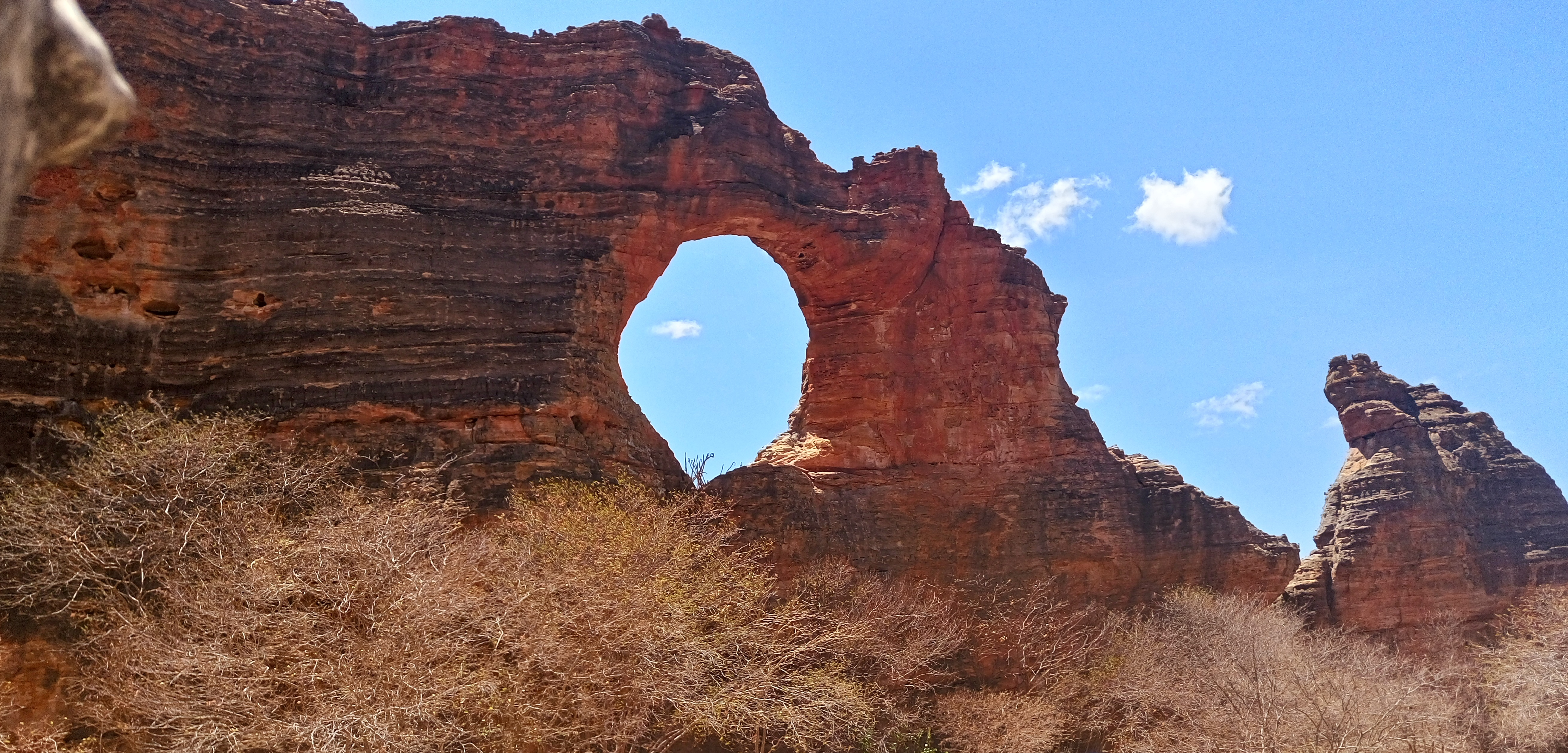
Vista general de la cueva de Pedra Furada, en Brasil. Aquí se han encontrado restos humanos fechados en 32 000 años AP (antes del presente), aunque no hay consenso y el sitio no está completamente reconocido como arqueológico, pues se ha argumentando que los objetos líticos encontrados pueden tener un origen natural.

La teoría del poblamiento temprano, o teoría pre-Clovis, está basada en estudios de hallazgos arqueológicos, lingüísticos y genéticos relativamente recientes, que cuestionan la clásica teoría del poblamiento tardío del continente americano basada en la cultura Clovis, y que han generado un sonoro debate internacional sobre el tema.
En rigor no se trata de una teoría, pues los científicos involucrados no tienen una posición común sobre el llegada del hombre a América, ni sus resultados parecen conducir linealmente a una respuesta coincidente. Pero todos ellos tienen en común el hecho de que son incompatibles con la fecha más antigua propuesta por la teoría del poblamiento tardío (Clovis): entre 12 000 y 14 000 años AP.

## Teoría del poblamiento tardío (Clovis)
La teoría del poblamiento tardío sostiene que hace aproximadamente 13 500 y 14 000 años AP un pequeño grupo de seres humanos procedente de Siberia habría ingresado al continente americano por el puente de Beringia hacia Alaska en el período de la Glaciación, y que después marcharon hacia el sur a través de un corredor libre de hielo al este de las Montañas Rocosas, el valle del río Mackenzie, en la zona oeste de la actual Canadá, a medida que el glaciar retrocedía, para constituir la cultura Clovis, en el actual territorio de Nuevo México (Estados Unidos), de la cual a su vez descienden todas las demás culturas originarias americanas.
La base de la teoría del poblamiento tardío son los yacimientos arqueológicos excavados desde la década de 1930, que constituyen la bien estudiada cultura Clovis y su llamativo diseño de las puntas de lanza (punta Clovis).
Existen dos teorías sobre cuándo llegaron a América los primeros seres humanos. Las dos principales corrientes son la teoría del poblamiento temprano (los que dicen que ocurrió hace unos 30 000 o 25 000 años AP) y la teoría del poblamiento tardío (quienes consideran que fue hace 12 000 o 14 000 años)

## Cultura Clovis
Hasta los recientes hallazgos que cuestionan la teoría del poblamiento tardío, era inusual que los arqueólogos cavaran más hondo en búsqueda de señales humanas. Puede considerarse que fue Alex Krieger el precursor de la teoría del poblamiento temprano, al proponer desde 1956 y documentar en 1964 un "estadio prepuntas de proyectil" (American Falls, Valsequillo, Muaco) anterior al "estadio paleoindio" (Clovis, Folsom, Sandía).
La cultura Clovis (también llamada cultura llano) fue considerada a mediados del siglo XX como la más antigua cultura indígena en América, con una antigüedad de 13 500 años, en los últimos años de la última glaciación (era de hielo). Los descubrimientos sobre esta cultura sostuvieron durante la mayor parte de la segunda mitad del siglo XX lo que se conoce como el Consenso Clovis, fundamento de la teoría del poblamiento tardío del continente americano. A partir de las dos últimas décadas del siglo XX, nuevas investigaciones científicas cuestionaron las conclusiones del Consenso Clovis, sosteniendo la existencia de culturas paleoamericanas mucho más antiguas.
Por otra parte, una investigación de la Universidad de Copenhague sugiere que el llamado corredor libre de hielo se convirtió en habitable por los humanos sólo hace 12.600 años, esto es casi 1000 años después de la formación de la cultura Clovis, lo que significa que los primeros americanos no pudieron penetrar al continente desde Alaska por el corredor libre de hielo canadiense, sino que tanto los grupos que desarrollaron la cultura Clovis como también las culturas pre-Clovis tomaron la ruta costera del Pacífico.

## Teoría del poblamiento temprano y los análisis genéticos
El análisis genético no podría descartar la llegada de otros posibles grupos humanos más antiguos que no presenten descendientes masculinos actuales, ya que el Homo sapiens habría aparecido entre 200 000 a 150 000 años. Sin embargo, el poblamiento de América por estos grupos más antiguos en fechas anteriores a 70 000 años debería ser realmente improbable, ya que solo en el oeste de Asia se han encontrado fósiles más antiguos a la fecha genéticamente limitante de 70 000 años fuera de África (estos restos son atribuibles a tempranos Homo sapiens y presentan una antigüedad de 90 000 años, pero su relación con los humanos modernos aún es discutida). Igualmente, un desplazamiento directo de África a América de estos grupos se cree que sería técnicamente imposible de acuerdo al nivel de desarrollo cultural actualmente conocido de estos grupos humanos que existieron en África y por las condiciones climáticas, a las cuales aún no se habían adaptado.

### Cromosoma "Y", amerindio
Aunque como exponen los genetistas argentinos Néstor Bianchi y Verónica Martínez, «los análisis de herencia uniparental en comunidades indígenas sudamericanas evidenciaron que cerca del 90% de los amerindios actuales derivan de un único linaje paterno fundador que colonizó América desde Asia a través de Beringia hace unos 22 000 años» y estos resultados concuerdan con la teoría «Out-of-Beringia» («desde Beringia») propuesta por Bonatto y Salzano (1997); es importante resaltar que se encuentran otros linajes paternos entre los amerindios, pero casi exclusivamente en Norteamérica, por lo que no son compatibles con el poblamiento temprano del continente.
El haplogrupo Q3 es absolutamente dominante. Otros haplogrupos aparentemente más antiguos, como el haplogrupo P, F y DE, han sido encontrados en algunas etnias; sin embargo, fuentes más recientes creen que lo más probable es que estos linajes sean producto del mestizaje tras la colonización europea.

### ADN mitocondrial
Los estudios genéticos sobre el ADN mitocondrial (ADNmt) sobre la actual población de indígenas americanos han mostrado consistentemente similitudes entre los indígenas americanos y las recientes poblaciones de Asia y Siberia. La antigüedad de las variantes americanas de los haplogrupos A, C y D ha sido estimada entre los 35 000 y 20 000 años antes del presente. Para el haplogrupo B algunos estudios obtienen cifras menores, por lo que se ha propuesto la hipótesis de migraciones diferenciadas.
La distribución de los haplotipos A, B, C y D en las Américas no es uniforme. En el sur de Sudamérica predominan C y D, por lo que varios expertos sostienen la hipótesis de que eran los característicos de las primeras migraciones. En cambio B es muy común al noroccidente de Suramérica, Centroamérica y el suroccidente de Norteamérica, lo que sugiere una migración diferenciada por la costa del Pacífico. El haplotipo A parece ser el último en arribar a América; mayoritario entre los esquimales y na-dene, se encuentra en toda Norteamérica y Centroamérica y en el norte de Suramérica, hasta la Amazonia, donde es minoritario y donde, en cambio, D alcanza frecuencias altas. D está casi ausente en Centroamérica y sólo es frecuente en la parte norte de Norteamérica, la Amazonia y especialmente en el sur de Sudamérica, lo que sugiere que fue portado por las primeras migraciones y por la última (esquimal), pero no por migraciones antiguas con predominio de B ni por otras intermedias con predominio de A.

#### Haplogrupo X
Una investigación genética reveló que los actuales indígenas norteamericanos, además, presentaban un linaje mitocondrial llamado «haplogrupo X», que podría indicar un origen europeo.
Para este linaje, el análisis del ADN mitocondrial indica la posible llegada de una población a costas orientales de Norteamérica hace alrededor de 15 000 años. Este análisis da fundamento a la teoría del antropólogo estadounidense Bruce Bradley y el arqueólogo del Smithsonian Institute Dennis Stanford, que plantearon en 1999 la existencia de una remota inmigración europea a América, además de las migraciones asiáticas, y que se basa en las similitudes entre la industria lítica solutrense y la cultura Clovis.
Sin embargo, Miroslava V. Derenko e Ilia A. Zakharov señalan que el hallazgo del haplogrupo X en pobladores de las montañas de Altái al sur de Siberia no puede explicarse a partir de presencia europea reciente y el estudio de las secuencias de ADN muestra que la variante X de Altái es muy antigua y concuerda con la predominancia en la región de los otros cuatro haplotipos característicos de los nativos americanos (A, B, C y D). La separación de la variante de X americana se produjo en el Paleolítico y no procede de ninguna de las variantes europeas conocidas, sino que se relaciona con una encontrada en Irán.

## Casos pre-Clovis
Actualmente existen una cantidad de importantes sitios arqueológicos en los que científicos de todo el mundo están encontrando posibles pruebas incompatibles con la teoría del poblamiento tardío (Clovis), las cuales apuntan a un poblamiento temprano del continente americano. Estas fechas pre-Clovis, sin embargo, están aún lejos de ser reconocidas por gran parte de la comunidad científica; principalmente, debido a críticas en los métodos o procedimientos de datación, manteniéndose la controversia.

### Sitios y dataciones reconocidos
Aunque hay fechas más antiguas propuestas, la primera fecha pre-Clovis más antigua reconocida es la de 14 800 años AP en el yacimiento de Monte Verde II, en Chile.[cita requerida]
El sitio paleontológico de Pilauco Bajo (Chile), en el cual fue descubierta una huella humana (denominada la Huella de Pilauco), que presenta una antigüedad datada de 15 600 años, es la fecha más antigua reconocida.

### Sitios y dataciones propuestos no reconocidos
Los más destacados son los siguientes:

#### Topper
- Ubicación: a lo largo del Río Savannah, en el Condado de Allendale, Carolina del Sur, Estados Unidos.
- Antigüedad humana postulada: entre 50 000 años AP y 37 000 años AP.
- Científicos: Albert Goodyear
- Observaciones: Hay críticas sobre el procedimiento de datación. Además de cuestionamientos sobre la interpretación de los artículos descubiertos y atribuidos a la actividad humana.

#### Pedra Furada
- Ubicación: al este de Piauí, Brasil.
- Antigüedad humana postulada: entre 32 000 y 60 000 años AP.
- Arqueología: Instrumentos de piedra como cuchillos y raspadores.
- Fósiles humanos: un cráneo incompleto y 29 dientes, en sedimentos que, según el método de termoluminiscencia, datan de hace 14 100 años y según el método de luminiscencia óptica, de hace 24 000 años.[19]
- Científicos: Niède Guidon, Guaciara dos Santos.
- Observaciones: Las principales críticas sostienen que los instrumentos de piedra encontrados pudieron tener un origen geológico natural.

#### Cuenca del Valsequillo
- Ubicación: cuenca del río Valsequillo, en Puebla, México.
- Restos: Huellas humanas sobre ceniza volcánica.
- Antigüedad humana postulada: 40 000 años AP.
- Científicos: Silvia González[20][21][22]
- Observaciones: Dataciones más recientes afirman que la antigüedad de la roca volcánica es de 0.6 millones de años a 1.3 millones de años, descartando la presencia de seres humanos en esta época.[23]

#### Buttermilk Creek
- Ubicación: Condado de Bell, Texas, Estados Unidos.
- Antigüedad humana postulada: 15 500 años AP en el sitio Debra L. Friedkin[24] y 16 000 años AP en el sitio Gault.[25]
- Científicos: Michael B. Collins, Thomas J. Williams, Michael R. Waters.
- Observaciones: claramente bajo el estrato con puntas Folsom hay un estrato con puntas Clovis y debajo de este están los estratos con puntas pre-Clovis.

#### Meadowcroft Rockshelter
- Ubicación: 58 kilómetros al sudeste de Pittsburgh, Estados Unidos.
- Antigüedad humana postulada: 15 000 años AP y posiblemente hasta 19 000 años AP.
- Científicos: James M. Adovasio.
- Observaciones: Para algunos especialistas es el poblamiento pre-Clovis más antiguo de América del Norte. Las fechas son aún objeto de controvesia.

#### Monte VerdeII
- Ubicación: sudoeste de Puerto Montt, Chile.
- Antigüedad humana detectada: 14 800 años AP en Monte Verde II.[26]
- Antigüedad humana postulada: 33 000 años AP en Monte Verde I.
- Científicos: Tom Dillehay, Mario Pino.
- Observaciones: es el sitio pre-Clovis más reconocido en la actualidad (2006). En 1997 visitó Monte Verde una delegación de los más importantes investigadores del mundo, entre los que se encontraba Calbot Vance Haynes, el más importante defensor de la teoría del poblamiento tardío. La delegación concluyó que Monte Verde I es real. Por su antigüedad, su ubicación en el otro extremo del continente, y la ausencia de similitudes con la cultura Clovis, el reconocimiento de Monte Verde significó el fin del Consenso Clovis.

#### Cavernas de Tulum
- Ubicación: sistema de cuevas sumergidas y ríos subterráneos en la zona de Tulum, estado de Quintana Roo, península de Yucatán, México.
- Antigüedad humana detectada: 14 500 años AP.
- Científicos: Carmen Rojas Sandoval, Arturo González, Alejandro Terrazas, Martha Benavente.
- Observaciones: el esqueleto más antiguo, fechado por C14, fue encontrado en la cueva de Naharon, a 368 metros de la entrada y 22,6 m de profundidad; correspondía a una mujer, de 1,41 m de estatura. Al momento de su muerte pudo haber tenido entre 20 y 30 años de edad y pesado 53 kg. Otros dos esqueletos encontrados en otras cuevas tienen entre 12 000 y 10 000 años.[27]

#### Taima Taima
- Ubicación: 20 kilómetros al este de Coro, en el estado Falcón, Venezuela.
- Antigüedad humana detectada: 14 000 años.
- Científicos: Josep María Cruxent, Alan Bryan, Rodolfo Casamiquela, Ruth Gruhn y Claudio Ochsenius.
- Observaciones: señala antiguo poblamiento pre-Clovis en América del Sur.

#### Mujer del Peñón
- Ubicación: Peñón de los Baños, en la Ciudad de México, México.
- Antigüedad humana detectada: 13 000 años.
- Científicos: Silvia González
- Observaciones: el resultado absoluto obtenido de la datación por radiocarbono del cráneo, mediante espectrometría de masas con acelerador, fue de 10 755 años, pero con la calibración arrojó una edad cronológica de 12 700 años.[28]

#### Paisley Caves
- Ubicación: Paisley Five Mile Point Caves, Oregón, Estados Unidos
- Antigüedad humana detectada: 12 300 años AP
- Científicos: M. Thomas, P. Gilbert, Dennis L. Jenkins, Anders Götherstrom, Nuria Naveran, Juan J. Sánchez, Michael Hofreiter, Philip Francis Thomsen, Jonas Binladen, Thomas F. G. Higham, Robert M. Yohe, Robert Parr, Linda Scott Cummings, Eske Willerslev.
- Observaciones: Se encontraron coprolitos de origen humano que datan de 12 300 años 14C AP. Fue recuperado ADN mitocondrial humano de los coprolitos, correspondiente a los haplogrupos A2 y B2 propios de los nativos americanos. Las fechas estimadas para los coprolitos son aproximadamente mil años anteriores a las fechas actualmente aceptadas para el complejo de Clovis.[29]

#### Lagoa Santa
- Ubicación: Estado de Minas Gerais, Brasil.
- Antigüedad humana detectada: 12 000 años AP
- Científicos: Peter Wilhelm Lund (1843), F. Lacerda y R. Peixoto (1876), Sören Hansen (1888), Annette Laming-Emperaire (1970), Walter Neves (1999).
- Observaciones: en Lapa Vermelha se encontraron los huesos humanos más antiguos fechados en las Américas (11 400 años AP para el cráneo Luzía).[30] Los cráneos se caracterizan por acusada dolicocefalia y otros rasgos que recuerdan a los melanesios y a los habitantes del sureste de Asia.

#### Piedra Museo
- Ubicación: a 250 km de Pico Truncado, Santa Cruz, Argentina.
- Antigüedad humana postulada: casi 11 560 años AP.
- Científicos: Laura Miotti.
- Observaciones: Se vincula con los sitios arqueológicos en el sur de América (Monte Verde, Los Toldos, Cueva de las Manos) y abre la hipótesis de un poblamiento original de América en el sur proveniente de Australia vía la Antártida (teoría Mendes Correa).

#### Las Vegas
- Ubicación: Península de Santa Elena, Ecuador.
- Antigüedad humana detectada: 10 000 años AP.
- Científicos: Karen Stother, Donald Latharp.
- Observaciones: En el sitio denominado Las Vegas se encontró una necrópolis con aproximadamente 200 enterramientos humanos, entre primarios y secundarios. De todos, el más famoso es el conocido como "Los Amantes de Sumpa", una pareja hombre-mujer que fue enterrada en posición de abrazo. Unas enormes piedras fueron colocadas en la tumba como símbolo de protección contra los malos espíritus, así como también se descubrieron algunos esqueletos cuyos huesos fueron pintados con el pigmento extraído del mineral llamado ocre. También en este sitio los arqueólogos encontraron restos de fitolitos de maíz y de cultivo de calabaza datados en 7 000 a. C. Practicaron la horticultura y complementaron su dieta con los recursos de los manglares que en ese entonces rodeaban el golfo de Guayaquil.

#### Cueva del Chiquihuite
- Ubicación: Concepción del Oro, Zacatecas, México.
- Antigüedad humana detectada: 27 000 años AP a 13 000 años AP.
- Científicos: Ciprian Ardelean.
- Observaciones: Es el sitio más reciente actualmente (2020) en tener una posible presencia humana verificada. Los científicos describen rigurosos métodos de estudio en laboratorios de Dinamarca, Oxford (Reino Unido) y México (UNAM, SLAA-INAH, ENAH), aplicados en muestras microscópicas de hueso, carbón y sedimentos en los que se conservaron polen y fitolitos, así como elementos químicos propios de la acción humana. El arqueólogo Ciprian Ardelean sugieren que América del Norte estaba poco poblada, posiblemente, antes del Último Máximo Glacial, que ocurrió entre hace 18,000 a 27,000 años.[31]

## Otros sitios tempranos
- Cueva del Pendejo, Nuevo México, Estados Unidos. Hueso con señas de uso humano datados entre 51 000 y 32 000 años, lezna en un estrato de 36 000 años AP y cabellos humanos datados entre 12 000 y 20 000 AP.
- Montalvânia, Minas Gerais, Brasil. Calcitas que recubren grabados datadas en 50 000 AP.
- El Cedral, San Luis Potosí, México. Restos humanos y artefactos líticos con una antigüedad de 31 000 años.
- Arroyo del Vizcaíno, cerca de Sauce, Departamento de Canelones, Uruguay. Restos de hace 30 000 años.
- Santa Elina, Serra das Araras, Mato Grosso, Brasil. Algunos artefactos líticos de alrededor de 27 000 años.
- White Sands, Nuevo México, Estados Unidos. Huellas de pies humanos delimitadas por capas de semillas datadas por radiocarbono calibradas entre 23 y 21 mil años AP.
- Piquimachay, Ayacucho, Perú. El antropólogo Mc Neish opina que estos inmigrantes llegaron a los Andes peruanos hace 22 000 años. Puntas de proyectil, raspadores y cuchillos de 17 000 años, aproximadamente.
- Tlapacoya, Estado de México, México. Navaja de obsidiana de hace 21 000 años.
- Chiribiquete, Colombia. pinturas rupestres de hasta 19 510 años.
- Gruta Pedra Pintada, Pará, Brasil. Herramientas de piedra datadas en hasta 16 190 años AP y restos vegetales de ocupación humana de hace 11 310 años AP.
- Cooper's Ferry, Idaho, Estados Unidos. Herramientas y hogueras datadas entre 15 280 y 16 560 años AP.
- Cactus Hill, Virginia, Estados Unidos. Lascas de piedra, puntas de proyectil y raspadores con dataciones de entre 19 700 y 15 070 AP.
- Page-Ladson, Florida, Estados Unidos. Puntas de lanza de marfil, artefactos de piedra y huesos de mastodonte con marcas de corte, datados entre 15 405 y 14 146 años AP.
- Tultepec II, Estado de México, México. Trampas excavadas para cazar mamuts y centenares de huesos de animales cazados, en estratos que datan de 15 000 años AP.
- Wilson Butte Cave, Idaho, Estados Unidos. Herramientas de piedra asociadas con huesos fechados en 14 500 años AP.
- Saltville, Virginia, Estados Unidos. Herramienta de hueso, cuchillos de piedra, hacha de mano, microtallas, restos de mastodonte cocinado y carbón vegetal con dataciones de entre 14 500 y 13 000 AP.
- Calico, California, Estados Unidos. Herramientas bifaciales que datan de hace 14 400 años.
- Isla Triquet, Canadá. Fogón de hace 14 000 años.
- Muaco y El Jobo, Venezuela. Industria lítica muy tosca, de entre 14 000 y 12 000 años.
- Manis Mastodon, estado de Washington, Estados Unidos. Punta de proyectil de hace 13 800 años.
- El Guitarrero, Ancash, Perú. Industria lítica de lascas, una punta de proyectil y un cuchillo; ambas bifaciales, de hace 13 000 años.
- El Abra, Sabana de Bogotá, Colombia. Tajadores, diferentes tipos de raspadores (laterales, terminales discoidales, convexos), cuchillas elaboradas sobre lascas, así como raederas, que datan de hace 12 400 años.
- Chivateros, Lima, Perú. Industria lítica para labores de recolección, de hace 12 000 años.
- Los Toldos, Santa Cruz, Argentina. Restos de caza y recolección de hace 12 000 años.
- Tibitó, Sabana de Bogotá, Colombia. Instrumentos de corte, raspadores laterales, un raspador aquillado y artefactos de hueso y asta que se interpretan como cuchillos y perforadores, de hace 11 740 años.
- Gruta Pedra Pintada, Pará, Amazonia, Brasil. Diversas herramientas asociadas a restos animales, pesca y recolección de frutos. Las puntas de flecha encontradas están pulidas en forma triangular, no aflautada como las hechas por los cazadores Clovis. Cuevas decoradas con figuras geométricas e imágenes antropomorfas, datadas en 11 110 años AP.
- Paiján, La Libertad, Perú. Esqueletos humanos de hace 11 000 años.
- Cueva Fell, Estancia Brazo Norte, Magallanes, Chile. Restos de hace 11 000 años.
- La Playa Sonora México. Se han encontrado restos con antigüedad de 11,000 años.

## Sitios menores a 10,000 años
- Lauricocha, Huánuco, Perú. Industria lítica, fósiles de animales, plantas y esqueletos humanos y pinturas rupestres de hace 10 000 años.
- Kennewick, a orillas del río Columbia, en el estado de Washington, Estados Unidos. Cráneo y esqueleto datados en 9600 años AP. Con algunos rasgos caucasoides, los científicos han determinado sin embargo, que las medidas craneales se acercan mucho a los ainu de las islas del norte del Japón y que otros rasgos del hombre de Kennewick se parecen más a los habitantes del sur de Asia y Polinesia que a los de los europeos o los de otros nativos americanos.
- Toquepala, Tacna, Perú. Pinturas rupestres de hace 9 000 años.
- Cueva de las Manos, Santa Cruz, Argentina. Pinturas rupestres del 7730 a. C.
- Inti Huasi, San Luis, Argentina. Restos precerámicos de hace 6 000 años.

## Implicaciones
La teoría del poblamiento temprano parece probada actualmente por muy diversos datos empíricos y significa un cuestionamiento definitivo, tanto a la hipótesis de la migración única fundadora de los pueblos amerindios como a la idea según la cual la entrada de poblaciones humanas al continente se produjo únicamente después del año 14 000 AP.

### La ruta
Si las migraciones paleoamericanas fueron todas por el paso de Bering, queda la pregunta de cómo es posible que las dataciones del sur sean más antiguas que las del norte. La respuesta en la que se trabaja actualmente es una posible migración circumpacífica norte-sur, formulada por Bryan (1978) y Fladmark (1979), que aclara el por qué las dataciones de Sudamércia y Centroamérica (Monte Verde, 13 000; Lagoa Santa, 12 000; Cuenca de México, 12 700) son tan antiguas, y rechaza definitivamente la hipótesis «Clovis the First» (‘Clovis los primeros’), sin necesidad de negar la dirección mayoritariamente aceptada. Los primeros paleoamericanos pudieron haber salido de puntos como las islas Aleutianas o la península de Chukotka o, aún más al sur, como la península de Kamchatka, durante la transición pleistoceno-holocénica, circunnavegando la costa pacífica de América desde el norte, para luego llegar al continente en una o varias entradas sucesivas, aprovechando accidentes naturales situados en latitudes ya libres de barreras de hielo, como la cuenca de México (dando sentido de existencia a los enigmáticos paleoamericanos de Baja California), lo que explicaría las dataciones paleoamericanas mayores de 12 000 años. De ahí pudieron haberse desplazado hacia el norte y noreste y hacia el sur, originando las poblaciones cazadoras-recolectoras suramericanas.
Otras hipótesis, como la existencia durante la última glaciación de un «corredor libre de hielo», la llegada a América atravesando el Pacífico desde Melanesia o desde Australia por el borde de los hielos de la Antártida, o desde Europa y Groenlandia bordeando el Atlántico, no pueden ser descartadas, pero de todos modos, por el momento, la ruta circumpacífica parece la hipótesis más probable para explicar el poblamiento temprano.

### La fecha
La fecha de deshielo al finalizar la última glaciación es de 14 000 años antes del presente, que se fijaba como tope para el comienzo de la dispersión amerindia desde Alaska. Ahora, la antigüedad prevista para la primera migración paleoamericana ascendería por lo menos a 15 000 años (Hubbe et al., 2003), hasta 25 000 e inclusive 40 000 años antes del presente.

### Estudios lingüísticos
Greenberg formuló la hipótesis de los tres troncos lingüísticos en la América precolombina: esquimal, nadené y amerindio, correspondientes con tres grandes migraciones. Esta hipótesis puede conciliarse con la teoría del poblamiento tardío: la migración amerindia habría sido la primera y sería testimoniada por la cultura de Clovis. Sin embargo, no ha podido probarse el origen único de todas las lenguas amerindias y aunque se han agrupado con seguridad varias familias, otras parecen muy divergentes y provenientes de separaciones anteriores a la llegada de la especie humana a América. Las investigaciones actuales exploran las afinidades estructurales profundas entre idiomas indo-americanos e idiomas asiáticos. Desenredar la historia lingüística del Nuevo Mundo plantea un sistema de problemas altamente complejo que estará bajo investigación durante los años por venir.

## Argumentos multidisciplinarios
La evidencia arqueológica muestra que los paleoamericanos eran física y culturalmente diferentes de los amerindios. Debe rescatarse la diferenciación que diversos autores, aún basándose en un criterio tipológico, realizan entre un componente no mongoloide, de cráneo dolicoide, similar al de los tasmanianos, australianos, melanesios o sudafricanos, y un tipo mongolizado, de estatura media y braquicéfalo, porque pueden constituir una base para la diferenciación propuesta actualmente de dos componentes poblacionales (paleoamericano y amerindio).
La ruta costera de migración está ganando cada vez más aceptación, como vía complementaria del puente entre Siberia y Alaska. La evidencia que emerge sugiere que gente con botes se movió a lo largo de la costa pacífica en Alaska y el noroccidente del Canadá hasta Perú y Chile desde hace 12 500 años y quizás mucho antes. Investigaciones arqueológicas en Australia, Melanesia y Japón indican que los botes estaban en uso allí en época tan lejana como hace 25 000 a 40 000 años. Las rutas de mar habrían proporcionado recursos alimenticios abundantes y tal vez un movimiento más fácil y rápido que las rutas terrestres. Muchas áreas costeras estuvieron libres de hielo en este tiempo. Sin embargo, muchos sitios costeros potenciales están ahora sumergidos, lo cual hace la investigación difícil.
El estudio de los haplogrupos del ADN mitocondrial y del cromosoma Y, en Siberia y Asia central, ha permitido hacerse una imagen de las migraciones interasiáticas que precedieron a la salida hacia América. La ausencia en Siberia del haplotipo B de ADNmt y su presencia en América refuerza la hipótesis de migraciones circumpacíficas. Los haplotipos A y X tienen un origen común en la región del Caspio, mientras que C, originario de Asia central y D de Asia oriental, tiene antepasados comunes en el sur de Asia y su paso conjunto y exclusivo a América durante una eventual primera migración permitiría explicar las características físicas de los cráneos más antiguos. A, C y D confluyen hoy en Siberia. En Asia central están todos los haplotipos de ADNmt que se encuentran en América, por lo cual se piensa que esta región fue el crisol de las migraciones hacia América.
En cuanto a los haplotipos del cromosoma Y, la presencia frecuente del haplotipo P entre los yanomami de la Amazonia y los ket del río Yenisei (en Siberia) y su registro en porcentajes menores en otros pueblos indígenas de América y entre pueblos asiáticos o el hecho de que cerca del 25% de los chukchi de Siberia registren el haplotipo Q3 mayoritario entre los amerindios, un porcentaje mayor que entre los esquimales (14%), no solamente refuerza los datos sobre el origen de los primeros americanos, sino las hipótesis sobre rutas, migraciones diferenciadas y posibles flujos de regreso a Asia.
En resumen, los científicos conjugan evidencia arqueológica, genética, morfológica y lingüística al determinar quiénes eran los primeros americanos, cuando llegaron a América y qué sucedió posteriormente. Los nuevos descubrimientos en un campo de estudio pueden causar reinterpretaciones de la evidencia no solamente del mismo campo sino también de otros campos. No hay duda en que los descubrimientos y análisis futuros verterán más luz en el cuadro cambiante de la prehistoria del mundo.

### Científicos que defienden la teoría del poblamiento temprano
- Tom Dillehay: Monte Verde
- Mario Pino: Monte Verde
- James Adovasio: Meadowcroft Rockshelter
- Laura Miotti: Piedra Museo
- Albert Goodyear: Topper
- Niède Guidon: Pedra Furada
- Guaciara dos Santos: Pedra Furada
- José María Cruxent: Taima Taima
- Gonzalo Correal: El Abra
- Walter Alves Neves: Lapa Vermelha
- Ciprian Ardelean: Cueva del Chiquihuite

## Véase teambién
- Teoría del poblamiento tardío
- Población
- Poblamiento de América
- Proyecto genográfico
- Primeros pobladores andinos
- Prehistoria de América
- Paleoindio